# Абрамс, Петерис
Петерис Абрамс (латыш. Pēteris Ābrams; 22 мая 1890, Буртниекская волость — 1 июля 1924, Лиепая) — военный летчик, был одним из пионеров латвийской авиации.

## Биография
Родился 22 мая 1890 года в Буртниекской волости. В 1911 году вместе с Карлисом Визиньшем построил планер собственной конструкции. Планер был успешно испытан в Чиекуркалнсе, после чего испытания были перенесены в Пардаугаву. Планировалось добавить к планеру двигатель, который Абрамс уже начал строить, но из-за нехватки средств и начала войны этот проект так и не был завершен. С началом Первой мировой войны добровольцем ушел на фронт. Был направлен в Императорскую авиацию, но служил в фотографическом отделе летной школы в Гатчине. После начала гражданской войны служил в 45-й эскадрильи ВВС РККА.
В февраля 1920 года недалеко от Великих Луг потерпел аварию немецкий коммунист Пауль Ланге на своем самолете LVG P-1. Пауль Ланге выполнял секретную миссию по доставке письма Ленину в Москву. Самолет LVG P-1 был доставлен в мехмастерские 15-й Армии, где служил Карлис Визиньш. Визиньш посоветовал Ланге продолжить путешествие по суше, пока он ремонтирует самолет, чтобы Ланге мог вернуться на нем в Германию. Самолет был отремонтирован и наблюдатель Осис получил указание переместить самолет в подходящее место рядом с местом падения. Вместо этого все трое совершили 380-километровый перелет и 22 марта 1920 года приземлились на территории Латвии, в Кекаве около деревни Катлакална. Хотя в результате посадки самолет перевернулся и повредил крылья, пропеллер и другие части, позже он был отремонтирован и несколько лет служил латвийской армии.
С апреля 1920 года Абрамс служил в Латвийской военной авиационной службе. 25 апреля потерпел аварию на Сопвич Кэмел  #7 (s/n N8136), позже самолет был восстановлен. 25 июля принял участие в первом латвийском авиационном празднике на Спилве, летая на LVG Nr. 24. В феврале 1921 года демобилизовался. После этого занялся фотографией, но в 1923 году вернулся в армию, где служил в Управлении морской авиации.
1 июня 1924 года Петерис Абрамс c мотористом А. Бахманисом на самолете Savoia S16 совершал полет от Северной пристани в сторону Лиепаеи. Полет выполнялся в учебных и рекламных целях, разбрасывая листовки, приглашая людей посетить предстоящий авиационный праздник.  Когда самолет находился недалеко от Лиепайского маяка, двигатель заглох, и Абрамс попытался направить самолет в сторону моря, чтобы приземлиться на воду. Посадка оказалась неудачной — самолет разбился в 150 метрах от берега, а пилот Петерис Абрамс и моторист А. Бахманис погибли. Эта авария стала первой в латвийской морской авиации.